# 本多忠恒
本多 忠恒（ほんだ ただつね）は、江戸時代前期の大名。近江膳所藩主・本多康将の次男で、1万石を分知されて大名に列した。河内西代藩初代藩主とされるが、西代に陣屋を築いたのは子の忠統の代である。伊勢神戸藩本多家の家祖。官位は従五位下、伊予守。

## 生涯
明暦3年（1656年）、近江国膳所において、膳所藩主・俊次の次男である康将の子として生まれる。当時、膳所藩主本多家（本多彦八郎家、あるいは康俊系本多家）の継嗣は康将の兄である康長であった。しかし、康長は明暦4年（1658年）に家督を継がぬまま没し、代わって康将が継嗣となった。寛文4年（1664年）、康将が膳所藩第2代藩主となるが、万治2年（1659年）12月15日に康将は兄・康長の子である康慶を婿養子に迎え、継嗣とした。忠恒は延宝3年（1675年）8月21日に将軍徳川家綱に御目見した。
延宝7年（1679年）6月18日、康将は隠居し、康慶が跡を継いだ。同日、康将の実子である本多忠恒の分家が認められ、父の領地（7万石）のうちから河内国錦部郡、近江国高島郡・甲賀郡において1万石を分与されて大名となった（本多家の家譜によれば分知は6月19日）。同年12月28日には従五位下・伊予守に叙任される。
忠恒の分家は、膳所藩本多家家督を本来の嫡系（康長の系統）に返す一方、「二男」扱いとなった実子を大名とするための措置である。これによって「河内西代藩」が立藩したとされる。ただし西代を居所としたのは、2代目の本多忠統の時代である。忠恒は分家して大名となったが、引き続き膳所を国元の住まいとし、参勤交代において江戸と膳所を往復している。
忠恒は天和元年（1681年）12月25日に駿河田中城の在番を命じられ、翌天和2年（1682年）3月3日に土屋政直に城を引き渡して江戸に帰府。同年11月、はじめて領地に赴く暇を与えられ、膳所に帰国している。その後、駿府加番・京都火消役・江戸本所火消役といった番方の役職を歴任し、宝永元年（1704年）11月10日に江戸で没する。跡を次男の忠統が継いだ。

## 系譜
父母
- 本多康将

子女
- 本多忠統（次男）
- 藤堂良端継室